# Екстензивна форма игре
Екстензивна форма игре је спецификација игре у теорији игара. Ова форма представља игру као стабло. Сви чворови (чворови одлучивања) представљају свеа могућа стања игре. Игра почиње из јединственог почетног чвора, и тече кроз стабло дуж путање коју одређују играчи, док не стигне до неког терминалног чвора, када се игра завршава и додељују одговарајући добици свим играчима. Сваки нетерминални чвор пипада неком играчу; тај играч бира између могућих потеза у датом чвору. Сваки могући потез је одређен граном која води из тог чвора до неког другог чвора.   
Екстензивна форма је алтернатива нормалној форми. За разлику од нормалне форме, екстензивна форма дозвољава експлицитно моделовање интеракција у којима играч повлачи више од једног потеза током игре.